# Meinsen (Hülsede)
Meinsen ist ein Ortsteil der Gemeinde Hülsede im Landkreis Schaumburg in Niedersachsen.

## Geographie
Meinsen liegt unmittelbar nördlich von Hülsede.

## Geschichte
Im Jahr 1848 hatte Meinsen 17 Wohngebäude mit 106 Einwohnern. Mit der Gebietsreform in Niedersachsen wurde die bis dahin selbständige Gemeinde Meinsen am 1. März 1974 in die Gemeinde Hülsede eingemeindet.

### Einwohnerentwicklung
| Jahr      | 1848 | 1910 | 1925 | 1933 | 1939 |
| --------- | ---- | ---- | ---- | ---- | ---- |
| Einwohner | 106  | 88   | 92   | 84   | 89   |

## Religion
Im Jahr 1848 war Meinsen nach Hülsede eingepfarrt.